# JP-5

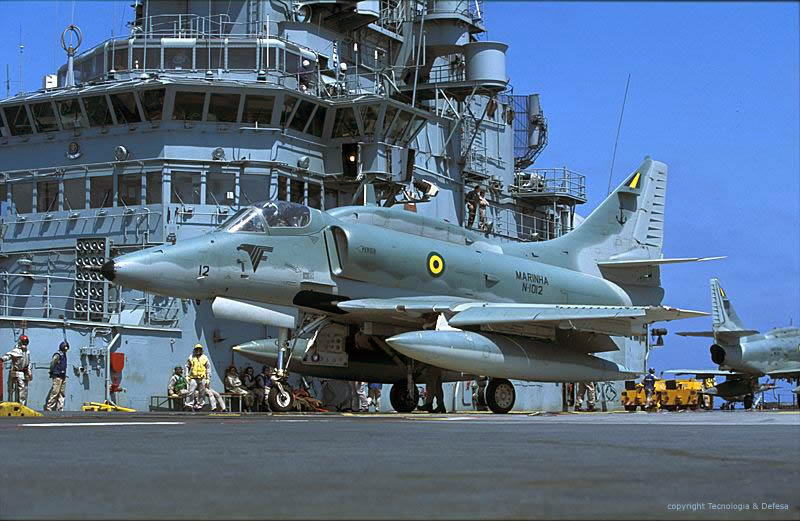
El JP-5 fue desarrollado para reducir el riesgo de incendio y explosión en las cubiertas de los portaaviones.

El JP-5 o JP5 (del inglés Jet Propulsion o propulsión para reactores) es un combustible derivado del queroseno, con un punto de inflamabilidad de al menos 60°, un punto de congelación de -46° y de color amarillo. Su composición es una mezcla de distintos hidrocarburos, con alcanos, cicloalcanos e hidrocarburos aromáticos.
Fue desarrollado en 1952 para los reactores embarcados en portaaviones, donde el riesgo de incendio era particularmente alto. El JP-5 se mantiene como el principal combustible para la aviación embarcada con motores de reacción.
La actual versión de especificación militar MIL-DTL-5624 U - TURBINE FUEL, AVIATION, GRADES JP-4 AND JP-5 - editada el 05/01/2004. La designación OTAN es F-44, también se conoce como avcat, NCI-C54784, Fuel oil no. 5 o Residual oil no. 5.incorrecto, estos dos últimos tipos de combustible son combustible tipo fuel oil para barcos, locomotoras y calderas de vapor, muy densos para un motor de aviación.